# Mont Hartigan
Le mont Hartigan est une montagne d'origine volcanique située au centre de la chaîne du Comité Exécutif dans la terre Marie Byrd en Antarctique. Il s'élève à 2 815 m d'altitude au pic Boudette et se trouve immédiatement au nord du mont Sidley, le plus haut volcan du continent.
Le mont Hartigan est composé de cinq cimes : le pic Mintz, le pic Tusing, le pic Lavris et les pics Boudette jumeaux, dont les altitudes respectives sont de 2 500 m, 2 650 m, 2 745 m, 2 810 m et 2 815 m.
Comme des études le suggèrent, le mont, ainsi que les autres volcans de la chaîne du Comité Exécutif, seraient le produit d’un point chaud toujours actif, situé actuellement près du mont Waesche et se déplaçant vers le sud.
Le volcan a été découvert par l'expédition du United States Antarctique Service (USAS) lors d'un vol le 15 décembre 1940 et nommé en l'honneur du contre-amiral Charles C. Hartigan (en), de la marine américaine (USN), ancien commandant de l'USS Oklahoma et membre du département de la marine du comité exécutif de l'USAS.